# Josh Barker
Josh Barker, znany alternatywnie jako Joshuin Barker – amerykański aktor filmowy i telewizyjny.

## Filmografia
- 2009: Herosi (Heroes) jako tajny agent
- 2008: P.O.V.
- 2008: Prisoners jako kapitan Gil Sinclair
- 2003: Sometimes a Hero jako Jimmy Coy
- 2003: Northfork jako Matt
- 2002: JAG – Wojskowe Biuro Śledcze (JAG) jako porucznik Navy Seals
- 2001: G.O.D. jako Austin Kaminsky
- 2000: Last Stand jako Jake
- 1999: Lethal Target jako Pike
- 1999: Różowe lata siedemdziesiąte (That '70s Show) jako mężczyzna
- 1997: Strażnik Teksasu (Walker, Texas Ranger) jako oficer DPS